# Ankerstjerne (rapper)
 For alternative betydninger, se Ankerstjerne. (Se også artikler, som begynder med Ankerstjerne)
Lars Ankerstjerne Christensen (født 15. august 1984), bedre kendt under pseudonymet Ankerstjerne, er en dansk sanger, rapper, sangskriver og producer. Han debuterede i 2007 under pseudonymet Jinks med singlen "One Night" fra soundtracket til ungdomsfilmen Rich Kids. I maj 2011 valgte Ankerstjerne at udgive singlen "Tag hvad du vil" med sangeren Burhan G, for første gang under sit eget navn. "Tag hvad du vil" har ligget nummer to på både single- og airplay-hitlisten samt modtaget platin for 30.000 downloads. Singlen var forløber til Ankerstjernes selvbetitlede debutalbum, der udkom den 10. oktober 2011 på ArtPeople. Albummet er blevet produceret i samarbejde med Burhan G, der medvirker på tre sange, og gæstes af Rasmus Seebach, Xander, Alberte og Sarah West. Den 3. oktober 2011 udkom anden single fra albummet, "Nattog", hvis omkvæd synges af sangeren Peter Bjørnskov. Sangen debuterede som nummer otte på hitlisten, og har modtaget guld for 15.000 downloads. Albummet har modtaget platin for 20.000 eksemplarer.
I februar 2015 udkom Ankerstjernes andet album, For os, der affødte hit-singlerne "Lille hjerte" og "Mit navn i lys".
Som sangskriver har Ankerstjerne skrevet sange til Manzini, B-Boys, Nicolai Kielstrup og Nik & Jay. Han har været sangskriver på Burhan G's album Burhan G (2010), Din for evigt (2013) og Pas på pigerne (2016). Ankerstjerne har haft et langvarigt samarbejde med Rasmus Seebach, på alle sangerens fem multiplatin-sælgende albummer, Rasmus Seebach (2009), Mer' end kærlighed (2011), Ingen kan love dig i morgen (2013), Verden ka' vente (2015) og Før vi mødte dig (2017). På Mer' end kærlighed medvirker Ankerstjerne desuden på sangen "Millionær", der blev udsendt som albummets anden single i november 2011. For arbejdet med Rasmus Seebach har Ankerstjerne to gange vundet Årets danske sangskriver ved Danish Music Awards.
Ankerstjerne var i 2012 den anden mest spillede danske komponist i Danmark, kun overgået af Thomas Helmig. I 2013, 2014 og 2015 var Ankerstjerne den mest spillede danske komponist.
Ankerstjerne er dommer i X Factor 2019 på TV 2, sammen med Thomas Blachman og Oh Land.

## Diskografi

### Ankerstjerne

#### Album
| Titel        | Album detaljer                                                          | Højeste placering | Certificering |
| Titel        | Album detaljer                                                          | Danmark           | Certificering |
| ------------ | ----------------------------------------------------------------------- | ----------------- | ------------- |
| Ankerstjerne | - Udgivet: 10. oktober 2011 - Selskab: ArtPeople - Format: CD, download | 6                 | - 2× Platin   |
| For os       | - Udgivet: 23. februar 2015 - Selskab: ArtPeople - Format: CD, download | 7                 | - 2× Platin   |

#### EP'er
| Titel                                                            | Album detaljer                                                        | Højeste placering |
| Titel                                                            | Album detaljer                                                        | Danmark           |
| ---------------------------------------------------------------- | --------------------------------------------------------------------- | ----------------- |
| Rapper                                                           | - Udgivet: 16. september 2016 - Selskab: ArtPeople - Format: Download | 6                 |
| "—" markerer en udgivelse der ikke opnåede en hitlisteplacering. |                                                                       |                   |

#### Singler
| År                                                               | Titel                                                         | Højeste placering | Højeste placering | Certificering                          | Album        |
| År                                                               | Titel                                                         | Download          | Streaming         | Certificering                          | Album        |
| ---------------------------------------------------------------- | ------------------------------------------------------------- | ----------------- | ----------------- | -------------------------------------- | ------------ |
| 2011                                                             | "Tag hvad du vil" (featuring Burhan G)                        | 2                 | 2                 | - 2× Platin                            | Ankerstjerne |
| 2011                                                             | "Nattog" (featuring BJöRNSKoV)                                | 8                 | —                 | - Platin                               | Ankerstjerne |
| 2011                                                             | "Se dig i mørket"                                             | —                 | —                 |                                        | Ankerstjerne |
| 2012                                                             | "Den første nat" (featuring Xander)                           | 10                | —                 | - Platin (streaming)                   | Ankerstjerne |
| 2012                                                             | "1000 år" (featuring Rasmus Seebach)                          | 7                 | —                 | - Guld (download) - Platin (streaming) | Ankerstjerne |
| 2013                                                             | "Laver penge"                                                 | 25                | —                 |                                        |              |
| 2014                                                             | "Lille hjerte" (featuring Shaka Loveless)                     | 3                 | —                 | - Platin                               | For os       |
| 2015                                                             | "Mit navn i lys" (featuring Lille og Isaac Kasule)            | 11                | 11                | - Platin                               | For os       |
| 2015                                                             | "Revolver" (featuring Kinck)                                  | —                 | —                 |                                        | For os       |
| 2016                                                             | "Alle vores helte" (featuring Pede B og Isaac Kasule)         | —                 | —                 |                                        | Rapper       |
| 2022                                                             | "Når lygtepælene tændes"                                      | —                 | —                 |                                        |              |
| 2023                                                             | "Dem der venter" (featuring Rasmus Seebach)                   | —                 | —                 |                                        |              |
| 2023                                                             | "For sidste gang igen" (med Jimilian)                         | —                 | —                 |                                        |              |
| 2024                                                             | "Børn af natten (Hola Bonita)" (med Daniel Schulz og Panamah) | 2                 | 2                 | - Platin                               |              |
| 2024                                                             | "Stadig"                                                      | —                 | —                 |                                        |              |
| 2024                                                             | "Diamanter" (med Daniel Schulz)                               | —                 | —                 |                                        |              |
| "—" markerer en udgivelse der ikke opnåede en hitlisteplacering. |                                                               |                   |                   |                                        |              |

##### som gæsteartist
| År                                                               | Titel                                                       | Højeste placering | Højeste placering | Certificering                               | Album              |
| År                                                               | Titel                                                       | Download          | Streaming         | Certificering                               | Album              |
| ---------------------------------------------------------------- | ----------------------------------------------------------- | ----------------- | ----------------- | ------------------------------------------- | ------------------ |
| 2012                                                             | "Millionær" (Rasmus Seebach featuring Ankerstjerne)         | 2                 | 1                 | - Platin (download) - 3× Platin (streaming) | Mer' end kærlighed |
| 2012                                                             | "Det blir en go dag" (Hej Matematik featuring Ankerstjerne) | 39                | —                 |                                             | Hej Lights 2012    |
| 2017                                                             | "Sir det med en sang" (Isaac Kasule featuring Ankerstjerne) | —                 | —                 |                                             |                    |
| "—" markerer en udgivelse der ikke opnåede en hitlisteplacering. |                                                             |                   |                   |                                             |                    |

### Jinks

#### Singler
- 2005: "Melting Into You" (Jonas Rendbo featuring LDM & Jinks) fra albummet Sweet Dreams Guranteed
- 2007: "If I Want To" (Joey Moe featuring Jinks) fra albummet Rich Kids Soundtrack
- 2007: "One Night" (Jinks featuring Billy Beautiful) fra albummet Rich Kids Soundtrack
- 2009: "Yo-Yo Pt. 2" (Joey Moe, Jinks, Nik & Jay) fra albummet Nexus Music xtra vol.1
- 2009: "[Dai] to the Beat" fra albummet Nexus Music xtra vol.1
- 2009: "In the [Hæd]" fra albummet Nexus Music Xtra vol.1
- 2010: "Gi' det til dig" (Aligator featuring Jinks)
- 2010: "Pssst! (Det på mode at være grim)"
- 2010: "Lighters Up" (ChriZ featuring Joey Moe og Jinks)